# Giovanbattista Gaglioffi
Giovanbattista Gaglioffi, anche Giovanni Battista o Giambattista (L'Aquila, ... – Roma, febbraio 1493), è stato un vescovo cattolico italiano.

## Biografia
Giovanbattista nacque nella famiglia aquilana dei Gaglioffi, figlio di Antonbattista e fratello, tra gli altri, di Costantino e Vespasiano, in una data imprecisata della prima metà del XV secolo.
La prima notizia su di lui risale al 1461, quando fu nominato abate secolare dell'abbazia di San Giovanni Battista di Lucoli, col compito di riformare la comunità monastica. Nel gennaio del 1486 (il 9 secondo Eubel, il 6 secondo Colapietra) fu nominato da papa Innocenzo VIII vescovo dell'Aquila per succedere al defunto Ludovico Borgio, rafforzando così la posizione della famiglia filo-pontificia all'interno della città. Quando nell'autunno di quell'anno la marcia di Alfonso, duca di Calabria, diretta contro il pontefice, minacciò di arrivare anche all'Aquila, Giovanbattista abbandonò la diocesi e si rifugiò a Roma; nonostante la fazione filo-pontificia dei Gaglioffi in città fosse risultata sconfitta, Giovanbattista poté fare ritorno all'Aquila. I rapporti con la Curia di Roma rimasero però stretti e lo stesso papa Innocenzo VIII volle il Gaglioffi come proprio consigliere. Proprio nella città eterna, nel 1493, Giovanbattista fu assassinato, probabilmente per errore, durante una notte della fine di febbraio (il 27 secondo il cronista aquilano Vincenzo Basilii di Collebrincioni, il 24 secondo Johannes Burckardt), mentre dormiva nel palazzo di San Pietro in Vincoli, dove era ospite anche il cardinale Giuliano della Rovere. Dopo una breve amministrazione apostolica di Pietropaolo Leonissa, la guida della diocesi fu assunta da Giovanni Leoni Gallucci.